# Riechbahn
Die Riechbahn bezeichnet den neuroanatomischen Weg der Geruchswahrnehmung von den Geruchssensoren in der Nase, genauer der Riechschleimhaut, bis zur Riechrinde des Endhirns. Die Riechbahn besteht aus drei hintereinander geschalteten Nervenzellen (Neuronen).

## 1. Neuron

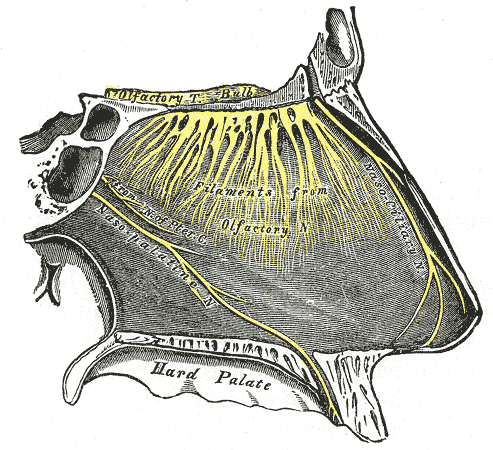
Querschnitt durch die Nasenhöhle des Menschen mit den Riechfäden

In der Riechschleimhaut (Regio olfactoria) der oberen Nasenmuschel befinden sich bipolare Riechzellen (primäre Sinneszellen). Ihr peripherer Fortsatz (Dendrit) zieht zur Schleimhautoberfläche, das zentrale Axon gelangt in Form der Riechfäden (Fila olfactoria) durch die Siebplatte (Lamina cribrosa) des Siebbeins zum Riechkolben (Bulbus olfactorius). Die Gesamtheit der Riechfäden wird, obwohl neuroanatomisch nicht exakt, als erster Hirnnerv (Nervus olfactorius) bezeichnet.

## 2. Neuron
Im Riechkolben erfolgt die erste Umschaltung auf die Mitralzellen, deren Axone über den Tractus olfactorius zur Stria olfactoria medialis et lateralis ziehen.

## 3. Neuron
Von der Stria olfactoria medialis verläuft das dritte Neuron zum Riechhügel (Tuberculum olfactorium) und von dort zu den Nuclei septales und zum Gyrus parahippocampalis und erreicht somit das Limbische System. Hier erfolgt die unbewusste Riechwahrnehmung.
Von der Stria olfactoria lateralis zieht das dritte Neuron zur Area periamygdalaris/praepiriformis zum Frontallappen. Auf diesem Wege erfolgt die bewusste Geruchswahrnehmung.